# Alexandre Léon Sébastien Gérard
Pour les articles homonymes, voir Gérard.
Alexandre Léon Sébastien Gérard est un homme politique français né le 15 mai 1817 à Paris et décédé le 21 décembre 1896 à Paris.

## Biographie
Fils du président de la manufacture de Saint-Gobain, Alexandre Sébastien Gérard (1779-1853), il est avocat en 1841. Il étudie également la médecine et s'occupe de peinture. Il est député de Loir-et-Cher de 1848 à 1851, siégeant à droite.

## Sources
- « Alexandre Léon Sébastien Gérard », dans Adolphe Robert et Gaston Cougny, Dictionnaire des parlementaires français, Edgar Bourloton, 1889-1891 [détail de l’édition]